# A8-1 (autoestrada)
L'A8-1 – Circular Oriental de Leiria és una autopista que connecta l'A8 i l'IC2 – Leiria Nord en un total de 3,2 km. Té una orientació Nord-Sud i també serveix de connexió des de l'IC2 fins a l'A1 a través de l'IC36.
L'A8-1 forma part de la subconcessió de la Costa Oest que va ser adjudicada el 26 de febrer de 2009 a AELO – Autoestradas do Litoral Oeste, SA.